# Wasquehal – Pavé de Lille
Wasquehal – Pavé de Lille – stacja metra w Lille, położona na linii 2. Znajduje się w miejscowości Wasquehal. Stacja obsługuje budynki administracyjne miasta.
Została oficjalnie otwarta 18 sierpnia 1999. Na tej stacji możliwa jest przesiadka na tramwaj Lille - Roubaix - Tourcoing, dzięki linii R.